# Poul Jensen (Fußballspieler, 1934)
Poul Jensen (* 28. März 1934 in Vejle; † 6. Juli 2022 ebenda) war ein dänischer Fußballspieler.

## Karriere

### Verein
Aus der Jugend des Vejle BK hervorgegangen, rückte Jensen zur Saison 1953/54 in die erste Mannschaft auf. Seine ersten drei Spielzeiten im Seniorenbereich bestritt er in der 2. Division. Am Ende der Zweitligasaison 1955/56 stieg er in die 1. Division auf, der er mit seiner Mannschaft von 1956 bis zum Ende seiner Spielerkarriere 1964 angehörte. Während seiner Vereinszugehörigkeit gewann er einmal die Meisterschaft und zweimal den nationalen Vereinspokal. Am 11. Mai 1958 wurde der Kjøbenhavns Boldklub mit 3:2 und am 3. Juni 1959 (im Wiederholungsspiel) die Aarhus GF mit 1:0 bezwungen.

### Nationalmannschaft
Jensen debütierte als Nationalspieler am 19. Juni 1955 für die U21-Nationalmannschaft, die in Kokkola gegen die U21-Nationalmannschaft Finnlands 1:1 unentschieden spielte.
Für die B-Nationalmannschaft bestritt er vom 13. Oktober 1957 bis zum 21. Juni 1959 drei Länderspiele. Er debütierte im Olympiastadion Helsinki beim 1:0-Sieg über die Nationalmannschaft Finnlands.
Für die A-Nationalmannschaft bestritt er in einem Zeitraum von vier Jahren 32 Länderspiele. Bei seinen zwei Turnierteilnahmen um die Nordische Meisterschaft kam er in zehn Länderspielen zum Einsatz wie auch in ebenso vielen Freundschaftsspielen. Ferner kam er in drei EM- und vier Olympiaqualifikationsspielen zum Einsatz.
Mit der Nationalmannschaft nahm er als Mannschaftskapitän am olympischen Fußballturnier 1960 in Rom teil. Er bestritt alle fünf Turnierspiele Dänemarks, im Finale im Olympiastadion Rom unterlag man mit 1:3 der Nationalmannschaft Jugoslawiens.

## Privates
Während der Olympischen Spiele in Rom lernte er die dänische Turmspringerin Hanna Laursen (1936–2020) kennen, die er im folgenden Jahr ehelichte. Das Paar hatte drei gemeinsame Töchter.

## Erfolge
- Olympische Silbermedaille 1960
- Zweiter Nordische Meisterschaft 1963
- Dänischer Meister 1958
- Dänischer Pokal-Sieger 1958, 1959
- Meister der 2. Division 1956 und Aufstieg in die 1. Division